# Piotr Ostaszewski (pilot)
Piotr Ostaszewski (ur. 19 maja 1910, zm. 8 maja 1965) – major pilot Polskich Sił Powietrznych, uczestnik bitwy o Anglię w 609 dywizjonie myśliwskim RAF, kapitan (flight lieutenant) RAF.

## Życiorys
Urodził się w Sarnach na Wołyniu (województwo poleskie) 19 maja 1910. Imiona jego rodziców nie są znane. Po ukończeniu szkoły studiował przez trzy lata chemię na Politechnice Lwowskiej. W 1934 wstąpił do Szkoły Podchorążych Lotnictwa w Dęblinie, którą ukończył 15 października 1936 z drugą lokatą i z prawem wyboru pułku i został skierowany do 3 pułku lotniczego w Poznaniu, gdzie latał w 133 eskadrze myśliwskiej. W marcu 1939 był pilotem 132 eskadry myśliwskiej. Następnie był instruktorem w Wyższej Szkole Pilotażu w Grudziądzu, a potem - po przeniesieniu szkoły - w Ułężu.
W kampanii wrześniowej 1939 roku walczył w składzie tzw. “grupy dęblińskiej”, zorganizowanej przez instruktorów Szkoły Pilotażu Myśliwskiego w Ułężu.
Przez Rumunię, Francję przybył w styczniu 1940 do Wielkiej Brytanii, gdzie 5 sierpnia 1940 otrzymał przydział do 609 dywizjonu myśliwskiego RAF, w którego składzie walczył jako porucznik (flying officer). Otrzymał numer służbowy RAF 76741. W bitwie o Anglię startował do walk z Luftwaffe w składzie dywizjonu 609 na Spitfirerach. Brytyjscy piloci nazywali go "Osti". 13 sierpnia 1940 zestrzelił dwa niemieckie Junkersy, a dwa dni później Messerschmitta.
Jeden z brytyjskich pilotów dywizjonu 609, David Moore Crook tak pisał o tej ostatniej akcji zestrzelenia Messerschmitta: "Inny polski pilot, Osti, wyróżnił się w tej akcji. Ścigał Messerschmitta 110, który chcąc mu umknąć, zanurkował i z prędkością ponad 300 mil na godzinę zmykał nad polami okrążając nawet wieżę kościelną. Ale Osti przykleił mu się do ogona i nie dał się zgubić. W końcu Niemiec schwycił się ostatniej deski ratunku i przeleciał przez całą zaporę balonową Southampton. Osti przeleciał za nim, dogonił go nad Solentem i zestrzelił nad wyspą Wight. Ci dwaj Polacy, Novi and Osti [ Tadeusz Nowierski i Piotr Ostaszewski] byli wspaniałymi kolegami i wszyscy ich podziwialiśmy […]. Obaj byli bardzo spokojni, o pięknych manierach, i obaj byli świetnymi pilotami […]. Z pewnością byli jednymi z najdzielniejszych ludzi, jakich kiedykolwiek poznałem."
25 sierpnia 1940 został ranny po ostrzelaniu w powietrzu jego Spitfire’a przez Bf 110 i awaryjnie lądował na uszkodzonym samolocie.
Od 7 marca 1941 służył kolejno: w 317 dywizjonie myśliwskim „Wileńskim”, w 303 dywizjonie myśliwskim im. T. Kościuszki, w 302 dywizjonie myśliwskim „Poznańskim”. Od 1 stycznia 1943 był w 306 dywizjonie myśliwskim „Toruńskim”. W tym samym roku odbywał szkolenie w nocnym lataniu. W 1944 latał w kilku brytyjskich dywizjonach oraz w 307 nocnym dywizjonie myśliwskim „Lwowskich Puchaczy”.
Po II wojnie osiadł w Wielkiej Brytanii, gdzie został naturalizowany 8 grudnia 1949. W roku 1948 został awansowany na stopień kapitana RAF (flight lieutenant). Później używał nazwiska Peter Raymond. Zmarł w Londynie 8 maja 1965. Z małżeństwa z Jadwigą Wieczerzyńską pozostawił dwóch synów: Pawła (ur. 1946) i Krzysztofa (ur. 1950), zamieszkałych w Anglii. Był odznaczony trzykrotnie Krzyżem Walecznych: w 1941, 1944 i 1946 r., Medalem Lotniczym a także brytyjskim Distinguished Flying Cross.